# Peter Mariager

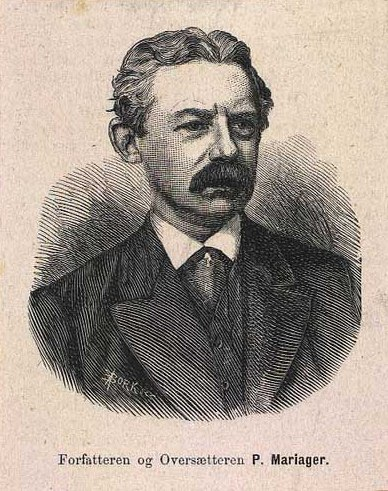
Peter Mariager.

Peter Mariager,  född den 23 juli 1827, död den 7 oktober 1894, var en dansk författare.
Mariager blev student 1848, var litterär medarbetare i "Berlingske Tidende" sedan 1859 och fick professors titel 1891. Han vann ett namn genom sina i novellform hållna livliga skildringar från Greklands forntid: Fra Hellas (1881), Den sidste Lamia (1884; omarbetad till skådespel, Sybaris, 1887), Magthaveren paa Rhodos (1886), Dronningen af Kyrene (1890), Et bryllup i katakomberne (1893; svensk översättning 1902), Sparta (1895) och Antike fortællinger (2 band, 1900). Två band utgavs i svensk översättning 1898-99. Mariager utgav även en rad översättningar av populära naturvetenskapliga arbeten.